# Helenów (Żelazków)
Pour les articles homonymes, voir Helenów.
Helenów est une localité polonaise de la gmina de Żelazków, située dans le powiat de Kalisz en voïvodie de Grande-Pologne.